# Hans-Joachim Pohl
Hans-Joachim Pohl niemiecki kolarz torowy i szosowy reprezentujący NRD, trzykrotny medalista torowych mistrzostw świata.

## Kariera
Pierwszy sukces w karierze Hans-Joachim Pohl odniósł w 1977 roku, kiedy został mistrzem świata juniorów w indywidualnym i drużynowym wyścigu na dochodzenie. Pięć lat później, podczas mistrzostw świata w Leicester zdobył złoty medal w wyścigu punktowym amatorów, bezpośrednio wyprzedzając Duńczyka Michaela Markussena i Austriaka Karla Krenauera. Na rozgrywanych w 1983 roku mistrzostwach świata w Zurychu w tej samej konkurencji był drugi, ulegając jedynie Markussenowi. Na tych samych mistrzostwach wspólnie z Carstenem Wolfem, Berndem Dittertem i Mario Hernigiem zdobył również srebrny medal w drużynowym wyścigu na dochodzenie. Pohl startował także w wyścigach szosowych, zajmując między innymi drugie miejsce w klasyfikacji generalnej francuskiego Circuit des Ardennes w 1984 roku. Wielokrotnie zdobywał medale torowych mistrzostw kraju, ale nigdy nie wystąpił na igrzyskach olimpijskich.